# Marnaves
Marnaves (okzitanisch: Marnavas) ist eine französische Gemeinde mit 82 Einwohnern (Stand: 1. Januar 2022) im Département Tarn in der Region Okzitanien (vor 2016 Midi-Pyrénées). Administrativ ist sie dem Arrondissement Albi zugeteilt und sie ist Teil des Kantons Carmaux-2 Vallée du Cérou (bis 2015 Vaour). 

## Geografie
Marnaves liegt etwa 30 Kilometer nordwestlich von Albi am Cérou, der die Gemeinde im Osten begrenzt. Umgeben wird Marnaves von den Nachbargemeinden Milhars im Norden, Mouzieys-Panens im Osten und Nordosten, Labarthe-Bleys im Süden und Osten, Tonnac im Süden und Südwesten sowie Roussayrolles im Westen.

## Bevölkerungsentwicklung
| Jahr                      | 1962 | 1968 | 1975 | 1982 | 1990 | 1999 | 2006 | 2013 |
| ------------------------- | ---- | ---- | ---- | ---- | ---- | ---- | ---- | ---- |
| Einwohner                 | 132  | 111  | 96   | 92   | 74   | 81   | 85   | 76   |
| Quelle: Cassini und INSEE |      |      |      |      |      |      |      |      |

## Sehenswürdigkeiten
- Kirche Saint-Médard